# Route nationale 847
Die Route nationale 847, kurz N 847 oder RN 847, war eine französische Nationalstraße auf Korsika, die von 1933 bis 1973 von der Route nationale 198 in Folelli nach Piedicroce verlief. Ihre Länge betrug 22 Kilometer.